# Куно I фон Мандершайд
Куно I фон Мандершайд-Шлайден (на немски: Kuno I von Manderscheid-Schleiden; * 1444; † 24 юли 1489) е граф на Мандершайд-Шлайден и господар в Кроненбург-Нойербург (1488 – 1489), основава линията „Мандершайд-Шлайден“.
Той е най-големият син на граф Дитрих III фон Мандершайд-Бланкенхайм († 20 февруари 1488) и съпругата му Елизабет фон Шлайден-Бланкенхайм († сл. 1469), наследничка на Шлайден (1445 и 1451), дъщеря на Йохан II фон Шлайден († 1443/1445) и Йохана (Анна) фон Бланкенхайм († сл. 1421).
През 1488 г. баща му Дитрих III разделя собствеността си между синовете си. Куно I фон Мандершайд-Шлайден е брат на граф Йохан I († 1524), граф на Мандершайд-Бланкенхайм-Геролщайн (1488 – 1524), основава линията „Мандершайд-Бланкенхайм-Геролщайн“, и на граф Вилхелм фон Мандершайд († 1508), господар на Кайл и Даун (1488 – 1508), основава линията „Мандершайд-Кайл“.

## Фамилия
Куно I фон Мандершайд-Шлайден се жени ок. 1 октомври 1459 г. за Валпургис фон Хорн-Алтона († 1476), дъщеря на граф Якоб I фон Хорн († 1488) и Йохана фон Мьорс († 1461). Те имат една дъщеря:
- Валбурга фон Мандершайд-Шлайден (* 1468 – ?), омъжена I. за граф Вилхелм I фон Нойенар-Лимбург-Бедбург († 1499), II. на 24 октомври 1722 г. за граф Фридрих фон Егмонд-Бюрен-Леердам († 1500/1521)

Куно I фон Мандершайд-Шлайден се жени втори път на 28 май 1476 г. за Матилда/Мехтилд фон Вирнебург († сл. 1508), графиня на Вирнебург (1485/95 - 1501/6), дъщеря на граф Вилхелм фон Вирнебург-Фалкенщайн († 1468/1469) и Франциска фон Родемахерн († 1483). Те имат децата:
- Куно II фон Мандершайд-Шлайден († 1501)
- Дитрих IV фон Мандершайд-Шлайден (* 14 август 1481; † 2 юли 1551), граф на Мандершайд-Шлайден-Кроненбург (1501 – 1551), женен I. през октомври 1506 г. за Маргарета фон Зомбрефе, фрау фон Керпен († 1518), II. на 19 май 1533 г. в Люксембург за Елизабет де Ньофшател († 1533)
- Вилхелм фон Мандершайд-Шлайден
- Улрих фон Мандершайд-Шлайден (* 1486; † 28 април 1514)
- Йохан фон Мандершайд-Шлайден
- Вилхелмина фон Мандершайд-Шлайден
- Валпургис фон Мандершайд-Шлайден